# Petras-Vileišis-Transporthochschule Vilnius
Die Petras-Vileišis-Transporthochschule Vilnius (litauisch Vilniaus Petro Vileišio aukštesnioji transporto mokykla) war eine staatliche Hochschule in der litauischen Hauptstadt Vilnius. Sie wurde zur Fakultät der technischen Hochschule. Die Fakultät befindet sich jetzt in der Altstadt Vilnius. Sie ist die Lehrbasis der größten litauischen Eisenbahngesellschaft AB „Lietuvos geležinkeliai“.

## Geschichte
1948 gründete man im Gebäude des ehemaligen Žygimantas-Augustas-Lyzeums das Technikum für Eisenbahntransport Vilnius (Vilniaus geležinkelių transporto technikumas). Nach der Reorganisation des Technikums und der Filiale für Abendstudium Vilnius des Eisenbahninstituts Leningrad gründete man 1991 die höhere Transportschule Vilnius. Ab 2001 trug sie den Namen des Transportingenieurs Petras Vileišis.
Am 25. August 2003 wurde die Schule zur Fakultät der Hochschule Kolleg für Bauwesen und Design Vilnius aufgrund des Beschlusses von Bildungsministerium Litauens reorganisiert. Am 15. Dezember 2003 wurde die höhere Schule aufgelöst. Seit dem 1. September 2008 heißt die Fakultät Petras-Vileišis-Fakultät für Eisenbahntransport von Vilniaus technologijų ir dizaino kolegija. Die Studiengänge sind Fahrzeuge-Exploitation, Verbindungsstraßen und Bauten, Transport-Informationssysteme, Schienenverkehrstechnik, Transport-Logistik.

## Absolventen
- Vladislovas Česiūnas (1940–2023), Kanute